# Булгак (Унгенський район)
Булга́к (рум. Bulhac) — село в Унгенському районі Молдови, у складі комуни, адміністративним центром якої є село Чоропкань. Розташоване у північно-західній частині району, за 41 км від районного центру — міста Унгенів та за 2 км від залізничної станції Стольничени.

## Історія
Село відоме з 1891 року. За радянських часів було підпорядковане Чоропканській сільській раді. В селі працювала рільнича бригада колгоспу «Маяк», центральна садиба якого знаходилася у Чоропкані. Станом на початок 1980-х років в селі діяли початкова школа, клуб із кіноустановкою, фельдшерсько-акушерський пункт, бібліотека, дитячі ясла, магазин.

## Населення
За даними перепису населення 2004 року у селі проживали 229 осіб.
Національний склад населення села:
| Національність | Кількість осіб | Відсоток |
| -------------- | -------------- | -------- |
| українці       | 153            | 66,8%    |
| молдавани      | 69             | 30,1%    |
| росіяни        | 7              | 3,1%     |
| Всього         | 229            | 100%     |